# PC 존
PC 존(PC Zone)은 1993년 창간되어 영국에서 발행된 최초의 IBM 호환 개인용 컴퓨터용 게임 전용 잡지였다. PC 레저, PC 포맷 및 PC 플러스와 같은 초기 PC 잡지는 게임을 다루었지만 더 넓은 범위의 일부로만 다루었다. PC 존의 선구자는 수상 경력에 빛나는 멀티포맷 타이틀 존이었다.
이 잡지는 2004년까지 데니스 퍼블리싱(Dennis Publishing Ltd.)에 의해 발행되었으며, 컴퓨터 및 비디오 게임과 함께 퓨처에 250만 파운드에 인수되었다.
2010년 7월 퓨처는 PC 존의 폐쇄를 발표했다. PC 존의 마지막 호는 2010년 9월 2일에 판매되었다.